# Partido Nacional Republicano (contemporáneo)

Bandera actual de España con escudo republicano.

El Partido Nacional Republicano fue un partido político español extraparlamentario que se consideró heredero del republicanismo unitario del siglo XIX. Abogaba por la implantación de una república nacional y unitaria.
El republicanismo unitario fue una tendencia de los republicanos españoles durante el sexenio democrático (1868-1874), enfrentados al republicanismo federal. Estaba representado por el Partido Republicano Unitario. Entre sus dirigentes estuvieron el último presidente de la Primera República Española, Emilio Castelar, y otros dirigentes, como Eugenio García Ruiz o Ríos Rosas, que fueron los dos únicos miembros de las Cortes que el 1 de junio de 1873 defendieron la república unitaria frente a la república federal.
La asamblea nacional del Partido Republicano Democrático Federal inaugurada el 6 de marzo de 1870 en el teatro de la Alhambra fue, en realidad, el origen de la escisión de los unitarios. La "Declaración" que este grupo emitió suponía un ataque directo a la doctrina federalista de Pi y Margall, que según ellos amenazaba la unidad nacional con sus naturales consecuencias de unidad de legislación, de fueros, de poder político e indivisibilidad del territorio.
Durante la Segunda República española, parte del republicanismo unitario estuvo representado por el Partido Nacional Republicano de Felipe Sánchez Román.
El Partido Nacional Republicano fue fundado por Juan Colomar, tras varios años de organización y definición ideológica. Colomar, procedente inicialmente de la Falange Universitaria, militó en el antifranquismo trotskista para, en los años 80, acercarse a movimientos de extrema derecha neofascistas y paneuropeístas, hasta finalmente desembocar en un republicanismo nacionalista español.
Tuvo siempre una escasa implantación con núcleos de militantes en Madrid y en las dos Castillas, antes de disolverse finalmente en 2021.